# Gopuff
 (août 2021).
Gopuff est une entreprise américaine de quick commerce et de livraison de repas à domicile.

## Histoire
En novembre 2020, Gopuff annonce l'acquisition pour 350 millions de dollars de BevMo, une chaine de magasins de distribution d'alcool.
En juin 2020, Gopuff annonce l'acquisition de Liquor Barn, une autre entreprise de distribution d'alcool.
En juillet 2021, Gopuff annonce une introduction partielle en Bourse permettant de lever un milliard de dollars et évaluant la capitalisation totale du groupe à 15 milliards de dollars.
En août 2021, Gopuff annonce l'acquisition de Dija, une entreprise britannique, pour un montant non dévoilé, après avoir acquis, en mai 2021, une autre entreprise britannique, Fancy.
En juillet 2022, Gopuff a annoncé la fermeture de 76 de ses entrepôts aux États-Unis et des licenciements touchant environ 1 500 employés.  La société a toujours l'intention d'étendre ses services à d'autres sites très performants. En octobre 2022, la société a procédé à d'autres licenciements, renvoyant quelque 250 employés.